# جون فرنسيس كونينغهام
جون فرنسيس كونينغهام (بالإنجليزية: John Francis Cunningham)‏ هو كاهن كاثوليكي أمريكي، ولد في 20 يونيو 1842، وتوفي في 23 يونيو 1919 في كونكورديا في الولايات المتحدة.